# 乌斯特卢赫
乌斯特卢赫（發音：[ʊstɪˈluɦ] ⓘ）是乌克兰西北部沃倫州沃洛德米爾區乌斯特卢赫市镇内的城市及该市镇的行政中心。該市毗鄰與波兰接壤的邊境，面積4.03平方公里，海拔高度188米，2022年人口数量为2,060人，人口密度每平方公里511人。

## 图集

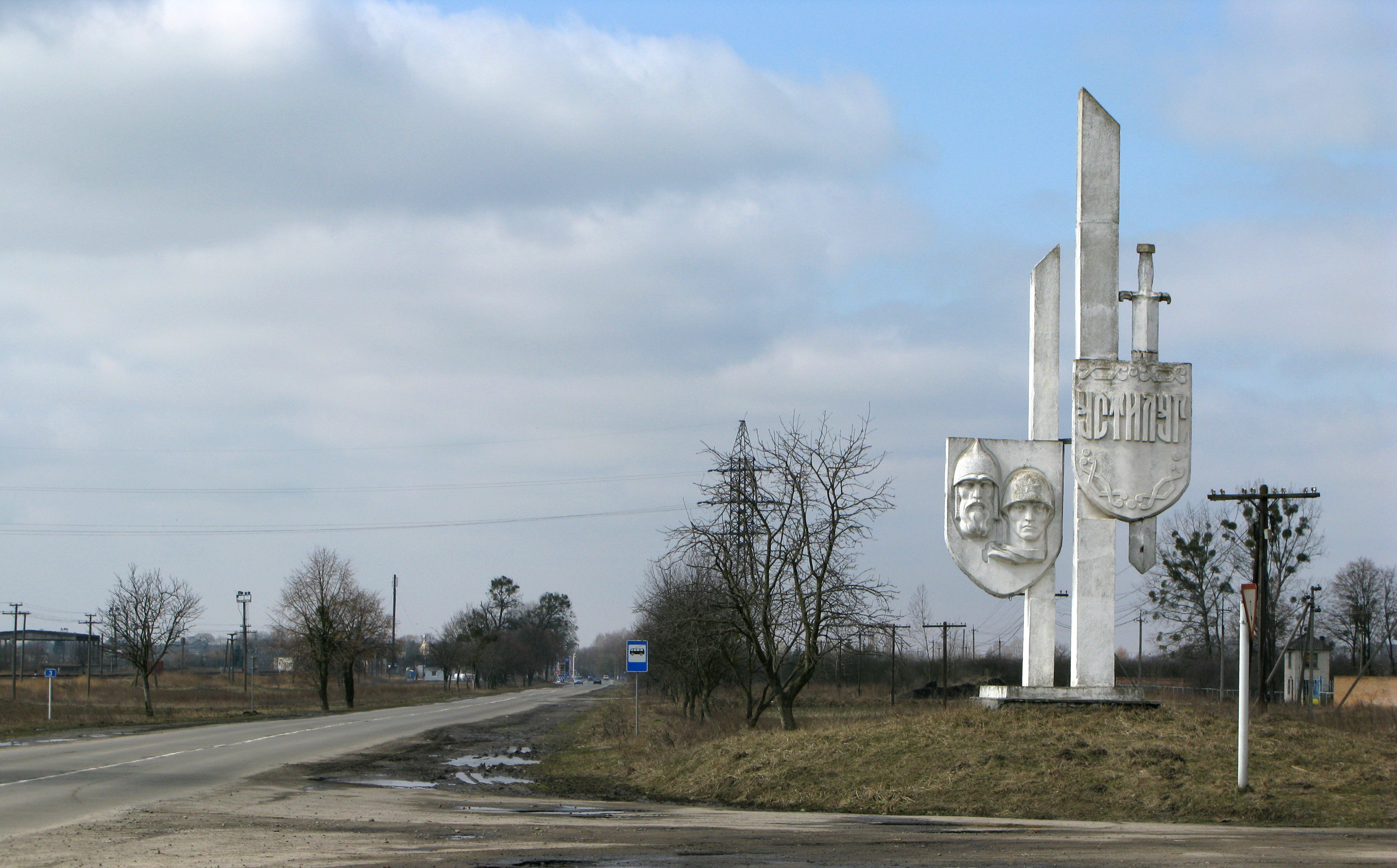